# Chartocerus hyalipennis
Chartocerus hyalipennis är en stekelart som beskrevs av Hayat 1970. Chartocerus hyalipennis ingår i släktet Chartocerus och familjen långklubbsteklar. Inga underarter finns listade i Catalogue of Life.